# Sonne Hagal
I Sonne Hagal sono un gruppo musicale neofolk tedesco, fondato nei primi anni novanta del secolo scorso da componenti provenienti da esperienze diverse, dal punk alla musica classica.
I membri del gruppo hanno scelto di restare anonimi, affermando: «Preferiamo non presentarci. Non pensiamo che conoscere di più su di noi porti vantaggi agli ascoltatori».
Il loro nome significa “Sole/Grandine” e richiama una dialettica di opposti e riflette l’interesse per le rune e la mistica dell’Europa settentrionale. Sonne significa “sole”, mentre Hagal è una runa associata a trasformazione e forze naturali.
Il loro stile, pur ispirandosi ai fondatori del genere come i Sol Invictus ed i Death in June, si differenzia per il legame più stretto con la tradizione, quindi col cantato in tedesco e per le atmosfere più malinconiche e intimiste.

## Storia dei Sonne Hagal
Dopo aver pubblicato una serie di singoli ed EP, i Sonne Hagal arrivarono al primo album nel 2002, con la pubblicazione di Helfahrt per la Eis Und Licht. Il disco presentava 12 tracce di sound neofolk, più intimista e meno arrabbiato rispetto ad altre band della scena, ricco di sonorità acustiche e sezioni di archi.

## Discografia

### Albums ed EPs
| Anno | Titolo                                | Formato e Note                         | Etichetta                          |
| ---- | ------------------------------------- | -------------------------------------- | ---------------------------------- |
| 2000 | Sinnreger                             | 10"                                    | Eis Und Licht                      |
| 2001 | Starkadr                              | 7"                                     | Eis Und Licht                      |
| 2001 | Sinister Practices In Bright Sunshine | LP                                     | Ring Tor Elementarer Klangkunst    |
| 2002 | Helfahrt                              | CD / LP                                | Eis Und Licht                      |
| 2002 | Sonne Hagal vs. Polarzirkel           | 12"                                    | Eis Und Licht                      |
| 2004 | Tarja                                 | 7"                                     | Divine Comedy Records              |
| 2005 | Dygel                                 | 7"                                     | Eis Und Licht                      |
| 2005 | Nidar                                 | Mini-CD / 10"                          | Grunwald, Luftschutz Entertainment |
| 2008 | Jordansfrost                          | CD / LP                                | Luftschutz Entertainment           |
| 2010 | Läuthner 2a                           | 7"                                     | Luftschutz Entertainment           |
| 2014 | Ockerwasser                           | CD / LP                                | Luftschutz Entertainment           |
| 2014 | Morituri Te Salutant Festival I       | 12"x3, Split album con Et Nihil e Awen | Morituri Te Salutant               |

### Compilation
| Anno | Titolo                                     | Formato e Note           | Etichetta                      |
| ---- | ------------------------------------------ | ------------------------ | ------------------------------ |
| 2002 | Audacia Imperat!                           | 12"                      | Oktagön                        |
| 2002 | Tempus Arborum                             | CD                       | Ars Auditionis                 |
| 2003 | Audacia Imperat                            | 2xCD                     | Old Europa Cafe, Misty Circles |
| 2003 | Eisiges Licht                              | CD                       | Eis Und Licht                  |
| 2003 | The Bells Shall Sound Forever              | CD                       | Sweet Farewell                 |
| 2004 | Ny Regret Du Passè, Ny Peur De L'Avenir... | MP3                      | Neo-Folk.it                    |
| 2005 | Eichendorff - Liedersammlung               | CD                       | Noltex                         |
| 2005 | Eisiges Licht 2                            | CD                       | Eis Und Licht                  |
| 2005 | Looking For Europe                         | 4xCD                     | Auerbach Tonträger             |
| 2006 | The Impossibility Of Silence               | CD+CD-R ltd.             | Black Sun Productions          |
| 2006 | Indaco E.P.                                | CD, voce nella traccia 2 | Cynfeirdd                      |
| 2006 | Forseti Lebt                               | CD                       | Noltex, Auerbach Tonträger     |